# 天津奥租界
天津奥租界（德語：österreichisch-ungarische Konzession）是1902～1920年間奥匈帝国位處天津之內的租界，屬於當時天津的九个租界之一，同时也是奧匈帝國唯一的海外領地。其原址現代處在河北区南部。

## 开辟
1900年八国联军占领天津时，德国军队占领了天津城东海河东浮桥对岸的一片市区（今河北区北安桥至河北区狮子林桥一带），当这支部队调防北京时，改由奥国军队驻守。当俄国、意大利、比利时陆续在天津开辟租界后，奥匈帝国也要求援例设立专管租界。1902年12月27日（清光绪廿八年十一月二十八日），奥匈帝国驻天津署理领事贝瑙尔与天津海关道唐绍仪订立了《天津奥国租界章程合同》，天津奥租界正式开辟。该租界西面濒临海河，与天津城隔东浮桥相望，东面到京山铁路，北面到海河的支流金钟河（今河北区狮子林大街），隔河为位于河北区有着百年历史的法国建筑望海楼天主堂，东南方隔路（今河北区北安道也称河北区胜利路）与同样位于河北区的天津意租界相邻，面积1030亩。

## 居民
奥租界所在区域原为天津老市区的一部分，租界开辟前已经有众多的华人居民。1906年，天津奥租界人口为25744人，其中外国侨民232人，中国人25512人。此后，奥租界工部局规划挖高垫低，填平租界南部的低洼沼泽，强迫居住在北部高地的中国居民迁移，造成界内中国居民大量外迁，到1910年，居住在奥租界内的华人还有14946人。在清末民初的动荡时期，不少下野的中国政界人物选择入居濒临海河、又邻近繁华商业区的奥租界，例如冯国璋、袁世凯、吉林督军鲍贵卿、湖北督军王占元、国务总理王士珍、龚心湛、大总统曹锟等人，在此建有富丽堂皇的寓所，目前保护良好，成为受保护的风貌建筑。

## 管理
奥匈帝国领事馆位于大马路（今河北区建国道）与沿河马路转角处（今河北区建国道153号和河北区海河东路33号）。1923年，奥地利政府将该建筑售予华人，沿街增建商铺。2007年，院落内的原有西式楼房被重新发现。

## 发展

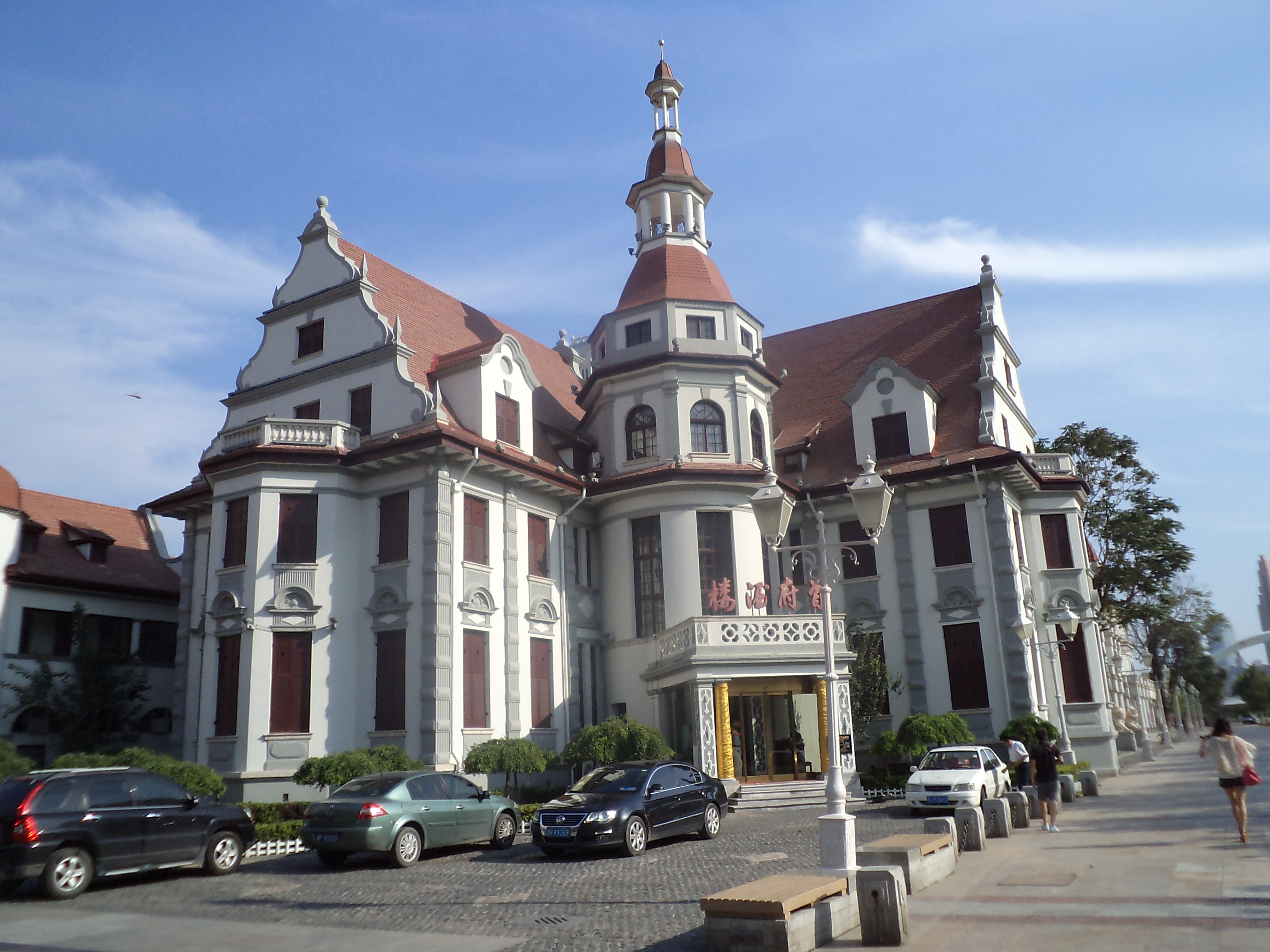
坐落于原天津奥租界的袁乃宽旧居

奥匈帝国对华贸易本身极为有限，加之天津奥租界位于海河最北端，不利于开展航运，因此天津奥租界并非重要的金融贸易区。但是，奥租界位于旧城与东火车站之间，租界划定后不久，比利时世昌电车电灯公司修建从旧城东门通往东火车站的电车线路，同时将东浮桥改建为铁桥，定名金汤桥（今河北区金汤桥），于是在电车通过的大马路（今河北区建国路）沿线形成华人零售商业集中的商业街。
大马路（今河北区建国道）是天津奥租界的主要道路。奥租界当局保留了其北侧的兴隆街、十字街、于厂大街、粮店前后街等传统的华人居住街坊，但是将大马路南侧原来的洼地水坑进行填平，并规划了四条东西向马路：大马路（今河北区建国道）、二马路（今河北区民主道）、三马路（今河北区进步道）、四马路（今河北区自由道）；以及3条南北向马路：今河北区平安街、今河北区寿安街、今河北区庆安街。

## 交还
1917年8月14日，北洋政府加入第一次世界大戰協約國陣營对德、奥中央同盟宣战的当天，中国军警进驻天津奥租界，该租界被改为天津第二特别区。
一戰結束後奧匈帝國解體，德意志-奧地利共和國於1919年9月10日透過聖日耳曼條約放棄了租界的權利，匈牙利王國於1920年6月4日透過特里亞農條約放棄了租界權利。1927年6月北伐期間，原奧租界地區併入天津義租界。

## 现状
21世纪初，奥租界所在地域被彻底改造，原有华人街坊悉数拆除，沿位于河北区的海河东路的部分有着百年历史的欧式建筑得以保存。在拆迁过程中，发现了隐藏在民居后面多年的奥匈帝国领事馆。